# 1924年8月14日月食
1924年8月14日月食为一次在协调世界时1924年8月14日出現的月全食。該次月食半影食分為2.658、全影食分為1.658。偏食維持了109分，全食維持49分。

## 概述
這次月食的食分是21.60，偏食維持了109分，全食維持49分。

## 基本參數
- 類型：月全食
- 食甚資料：
  - 日期：1924年8月14日
  - 時間：20:20
  - 月球位置：赤經21.60度、赤緯-14.2度
  - 食分：半影食分：2.658、全影食分：1.658
  - 持續時間：偏食109分、全食49分

## 外部連結
- NASA月食專頁（页面存档备份，存于）（英文）